# Cucal-do-gabão
Cucal-gabonês ou cucal-do-gabão (Centropus anselli) é uma espécie de cucos da família Centropidae.
Pode ser encontrada nos seguintes países: Angola, Camarões, República Centro-Africana, República do Congo, República Democrática do Congo, Guiné Equatorial e Gabão.